# Maryam Yusuf Jamal
Maryam Yussuf Isa Jamal, née Zenebech Tola le 16 septembre 1984 dans la province de l'Arsi en Éthiopie, est une athlète du Bahreïn.
Championne olympique sur 1 500 mètres en 2012, elle est la première médaillée olympique de Bahreïn. Elle est également double championne du monde de la discipline en 2007 à Osaka et en 2009 à Berlin.

## Biographie
Née dans la province de l'Arsi, lieu de naissance de Haile Gebreselassie, dans une famille qui compte cinq enfants, Zenebech Tola doit, comme de nombreux enfants de son pays, aller à pied à l'école, distante de plusieurs kilomètres.
En 2000, elle rejoint le club Muger à Addis-Abeba. Après avoir échoué lors des sélections pour le mondial de cross 2001, et alors qu'elle n'est encore qu'un espoir de l'athlétisme éthiopien, elle se fait remarquer par un manager qui la convainc de venir, en mars 2002, en Suisse où elle dispute des courses sur route et des semi-marathons.
Elle décide de ne pas retourner sur les hauts plateaux d'Arsi en Éthiopie pour des raisons politiques. En effet, elle est d'une ethnie, oromo, qui bien que comptant plus d'un tiers de la population, est dominée par l'ethnie au pouvoir des Tigréens.
Elle fait ses débuts sur la scène internationale en 2003 lors du meeting Athletissima à Lausanne où elle termine à la dernière place d'un 3 000 m. En 2004, bien qu'étant la seule représentante éthiopienne à avoir réussi les minima - sur 1 500 m - pour les Jeux olympiques d'été de 2004 d'Athènes, la Fédération éthiopienne d'athlétisme refuse de l'inscrire. Cette dernière décision finit par la convaincre de changer de nationalité.
Après avoir plusieurs fois demandé la nationalité suisse (refusée car elle n'a pas atteint les douze années de résidence nécessaires à son obtention) puis à la France, elle devient le 26 janvier 2005 citoyenne de Bahreïn, préservant ainsi ses chances de participer aux Jeux olympiques d'été de 2008 de Pékin en le faisant avant la date butoir du 1er juin 2005.
Avant cette naturalisation, son statut de réfugiée l'empêche de disputer des compétitions en dehors de la Suisse. C'est le directeur du meeting Athletissima, Jacky Delapierre, qui l'aide à atténuer les difficultés liées à son statut.
Depuis, elle est devenue la révélation de l'année 2005 devenant l'une des meilleures athlètes mondiales sur les distances du 1500 au 5 000 m.
Figurant parmi les favorites du 1 500 m lors des Championnats du monde d'athlétisme 2005 à Helsinki, elle est bousculée à 200 mètres de la ligne d'arrivée et ne terminera finalement que 5e.
Ce n'était que partie remise, car elle prend une éclatante revanche en dominant la fin de saison avec des victoires sans bavure à Zürich, Rieti et Monaco, devant toutes celles qui l'avaient devancée à Helsinki. Avec comme bilan final pour la saison de piste 2005: la meilleure performance du siècle sur 1 500 m, mais aussi les deux meilleurs temps de l'année sur 3 000 m.
La saison suivante, elle remporte une première médaille internationale avec la médaille de bronze des Championnats du monde en salle à Moscou. En fin d'année, elle remporte les titres sur 800 m et 1 500 m lors des Jeux asiatiques de Doha.
En 2007, elle s'adjuge son premier titre mondial lors des Championnats du monde d'Osaka en devançant la Russe Yelena Soboleva et l'Ukrainienne Iryna Lishchynska.
Lors des Mondiaux en salle de Valence en 2008, elle se classe initialement 4e, mais reçoit finalement la médaille d'argent à la suite du déclassement pour dopage des deux Russes Yelena Soboleva et Yuliya Fomenko. La même année, elle figure parmi les favorites des Jeux olympiques de Pékin mais termine finalement à la cinquième place de la course remportée par la Kenyane Nancy Langat, devant les Ukrainiennes Irina Lishchynska et Nataliya Tobias.
Lors des championnats du monde de Berlin, l'Éthiopienne Gelete Burka mène presque toute la course. Dans le dernier tour, Gelete Burka et Maryam Jamal sont pratiquement côte à côte lorsque l'Espagnole Natalia Rodríguez essaye de passer à la corde. Cette dernière fait chuter l'Éthiopienne, puis franchit la ligne d'arrivée en tête devant Jamal qui devance la Britannique Lisa Dobriskey d'un centième. L'Espagnole est finalement disqualifiée, donnant son deuxième titre mondial à Maryam Jamal.
En août 2012, Jamal décroche la médaille de bronze des Jeux olympiques de Londres. Mais à la suite du dopage des deux Turques classées avant elle, la Bahraïnie récupère le titre olympique le 29 mars 2017, soit presque cinq ans après la compétition.

## Palmarès
| Date | Compétition                    | Lieu             | Résultat | Épreuve    | Temps          |
| ---- | ------------------------------ | ---------------- | -------- | ---------- | -------------- |
| 2005 | Championnats du monde          | Helsinki         | 5e       | 1 500 m    | 4 min 02 s 49  |
| 2005 | Finale mondiale                | Monaco           | 1re      | 1 500 m    | 3 min 59 s 35  |
| 2006 | Championnats du monde en salle | Moscou           | 3e       | 1 500 m    | 4 min 05 s 53  |
| 2006 | Finale mondiale                | Stuttgart        | 1re      | 1 500 m    | 4 min 01 s 58  |
| 2006 | Coupe du monde des nations     | Athènes          | 1re      | 1 500 m    | 4 min 00 s 84  |
| 2006 | Jeux asiatiques                | Doha             | 1re      | 800 m      | 2 min 01 s 79  |
| 2006 | Jeux asiatiques                | Doha             | 1re      | 1 500 m    | 4 min 08 s 63  |
| 2007 | Championnats d'Asie de cross   | Amman            | 1re      | Individuel |                |
| 2007 | Championnats du monde          | Osaka            | 1re      | 1 500 m    | 3 min 58 s 75  |
| 2007 | Finale mondiale                | Stuttgart        | 1re      | 1 500 m    | 4 min 01 s 23  |
| 2008 | Championnats du monde en salle | Valence          | 2e       | 1 500 m    | 3 min 59 s 79  |
| 2008 | Jeux olympiques                | Pékin            | 5e       | 1 500 m    | 4 min 02 s 71  |
| 2008 | Finale mondiale                | Stuttgart        | 1re      | 1 500 m    | 4 min 06 s 59  |
| 2009 | Championnats d'Asie de cross   | Manama           | 1re      | individuel |                |
| 2009 | Championnats du monde          | Berlin           | 1re      | 1 500 m    | 4 min 03 s 74  |
| 2010 | Jeux asiatiques                | Guangzhou        | 1re      | 1 500 m    | 4 min 08 s 22  |
| 2011 | Ligue de diamant               | Ligue de diamant | 2e       | 1 500 m    | détails        |
| 2012 | Jeux olympiques                | Londres          | 1re      | 1 500 m    | 4 min 10 s 74  |
| 2014 | Championnats du monde en salle | Sopot            | 3e       | 3 000 m    | 8 min 59 s 16  |
| 2014 | Jeux asiatiques                | Incheon          | 1re      | 1 500 m    | 4 min 09 s 00  |
| 2014 | Jeux asiatiques                | Incheon          | 1re      | 5 000 m    | 14 min 59 s 69 |